# Britannia Cars
Britannia Cars Ltd. war ein britischer Hersteller von Automobilen.

## Unternehmensgeschichte
Acland Geddes gründete 1957 das Unternehmen in Ashwell und begann mit der Produktion von Automobilen. Der Markenname lautete Britannia. 1960 endete die Produktion. Insgesamt entstanden sechs Exemplare.

## Fahrzeuge
John Tojeiro entwarf das einzige Modell GT. Die Basis bildete ein Gitterrohrrahmen. Besonderheit war die Einzelradaufhängung. Die Coupé-Karosserie bestand aus Fiberglas. Der Sechszylindermotor mit 2553 cm³ Hubraum stammte vom Ford Zephyr. Raymond Mays tunte ihn auf 110 PS. Der Neupreis betrug 2400 Pfund, während ein Jaguar XK 150 nur 2000 Pfund kostete.